# Rachecourt-sur-Marne
Rachecourt-sur-Marne ist eine französische Gemeinde mit 740 Einwohnern (Stand: 1. Januar 2022) im Département Haute-Marne in der Region Grand Est (vor 2016 Champagne-Ardenne). Sie gehört zum Arrondissement Saint-Dizier und ist Mitglied im Gemeindeverband Communauté d’agglomération du Grand Saint-Dizier, Der et Vallées. Die Bewohner werden Rachecourtois und Rachecourtoises genannt.

## Geographie
Rachecourt-sur-Marne liegt etwa achtzehn Kilometer südsüdöstlich des Stadtzentrums von Saint-Dizier an der Marne. Umgeben wird Rachecourt-sur-Marne von den Nachbargemeinden Bayard-sur-Marne im Norden, Chevillon im Süden und Osten, Maizières im Südwesten sowie Troisfontaines-la-Ville im Westen und Nordwesten.
Durch die Gemeinde führt die Route nationale 67.

## Bevölkerungsentwicklung
| Jahr                       | 1962 | 1968 | 1975 | 1982 | 1990 | 1999 | 2006 | 2011 | 2019 |
| -------------------------- | ---- | ---- | ---- | ---- | ---- | ---- | ---- | ---- | ---- |
| Einwohner                  | 728  | 833  | 887  | 911  | 838  | 760  | 798  | 820  | 770  |
| Quellen: Cassini und INSEE |      |      |      |      |      |      |      |      |      |

## Sehenswürdigkeiten
- Gräberfeld aus der Merowingerzeit
- Kirche Saint-Sauveur aus dem 16. Jahrhundert

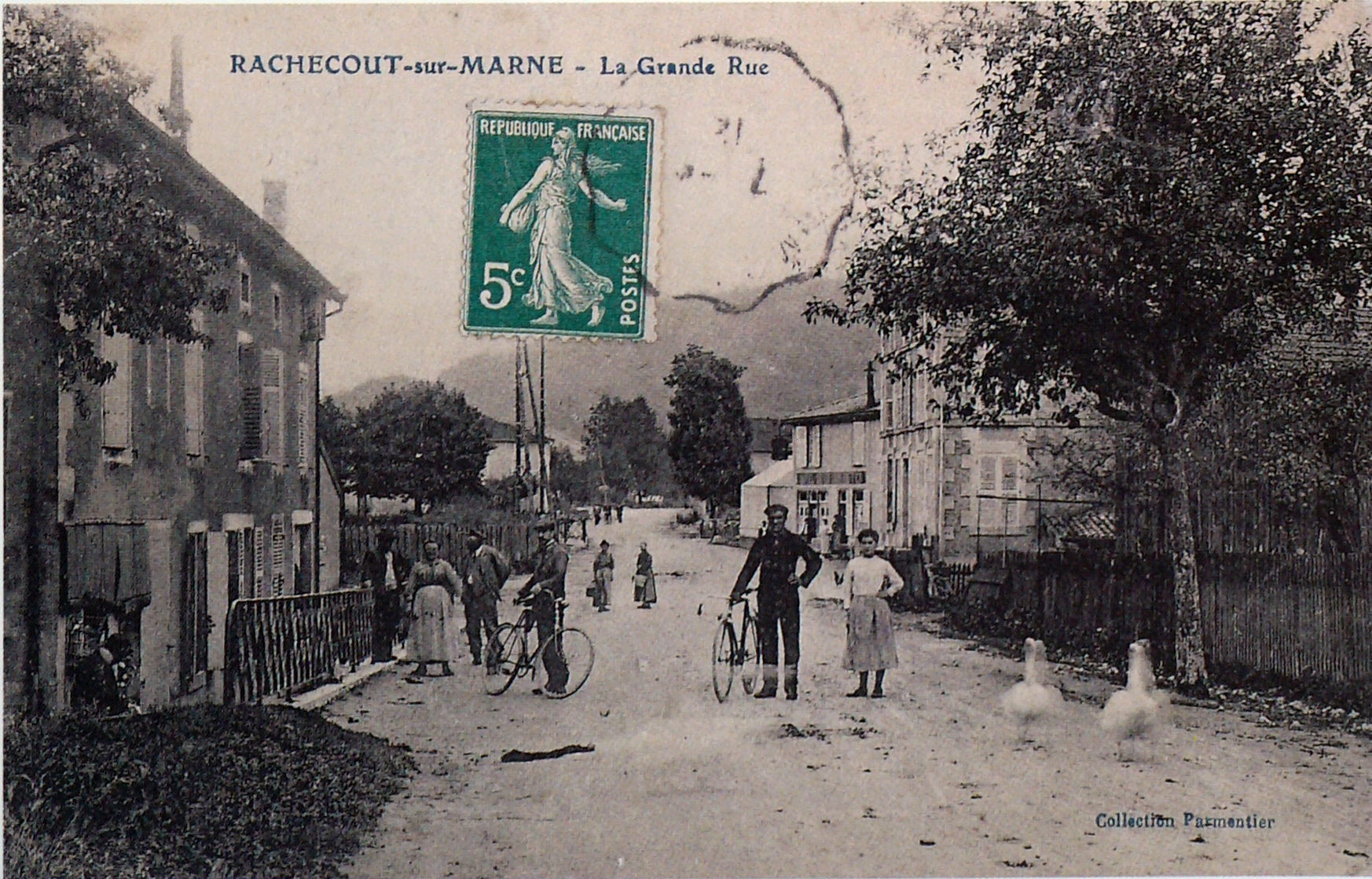
Postkarte aus Rachecourt (Anfang 20. Jahrhundert)

- Priorat aus der Zeit um 1700